# Escritorio Linux

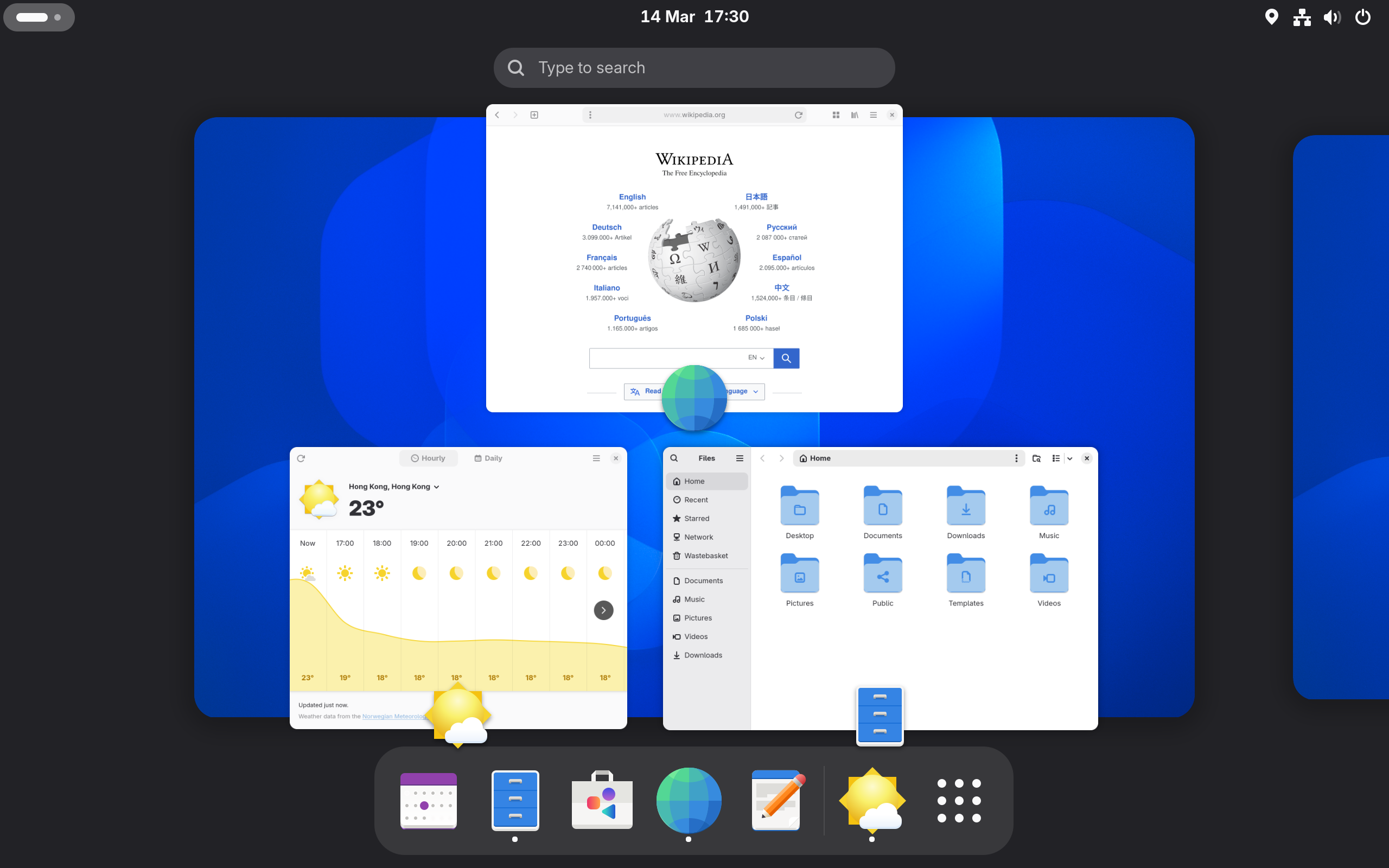
Ambiente de escritorio GNOME.

Escritorio GNU/Linux, refiere al uso que se le da al sistema operativo GNU/Linux, coloquialmente llamado "linux" al ser instalado en un computador personal. El término está destinado a clarificar el uso personal del computador de otros roles, como por ejemplo, usar Linux en un servidor. Los dos roles son similares en el núcleo, porque los dos están basados en el núcleo Linux. El escritorio linux generalmente tendrá instalado por defecto paquetes destinados al "usuario final". Algunas distribuciones Linux se han centrado específicamente en el rol de escritorio. Otras incluyen un conjunto de todas las aplicaciones para la plataforma. En ese caso, el usuario puede seleccionar entre "escritorio" o "servidor" al momento de ser instalado el sistema operativo.

## Historia
Históricamente, UNIX y otros sistemas basados en Unix (Unix-like systems) han sido utilizados en servidores, mainframes, y workstations en ambientes corporativos y de trabajo. A fines de los años 90, algunas compañías desarrolladoras de distribuciones linux, como Mandrake Soft, comenzaron a orientar sus distribuciones a computadores de uso casero.

## Entornos de Escritorio

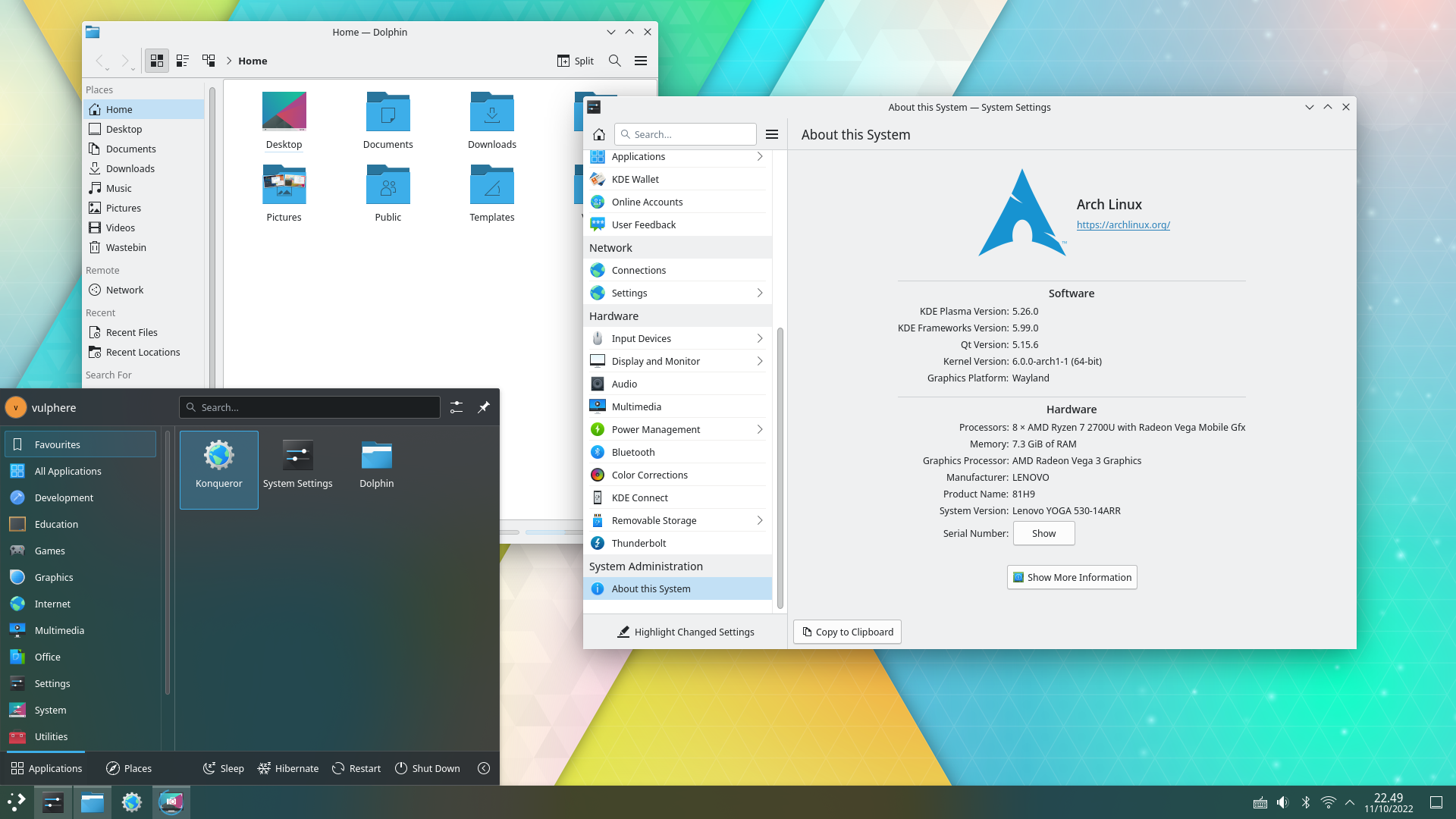
KDE Plasma 5.26 con el tema Breeze Twilight

Linux ofrece muchas alternativas. Los entornos de escritorio más populares son GNOME, KDE,  XFCE, MATE y Cinnamon. 
Estos son grandes colecciones de programas de escritorio, en lugar de entornos más simples de gestores de ventanas X como FVWM, IceWM entre muchos otros. Estos entornos presentan un GUI usando una escritorio metáfora. 

## Imágenes de distribuciones comunes

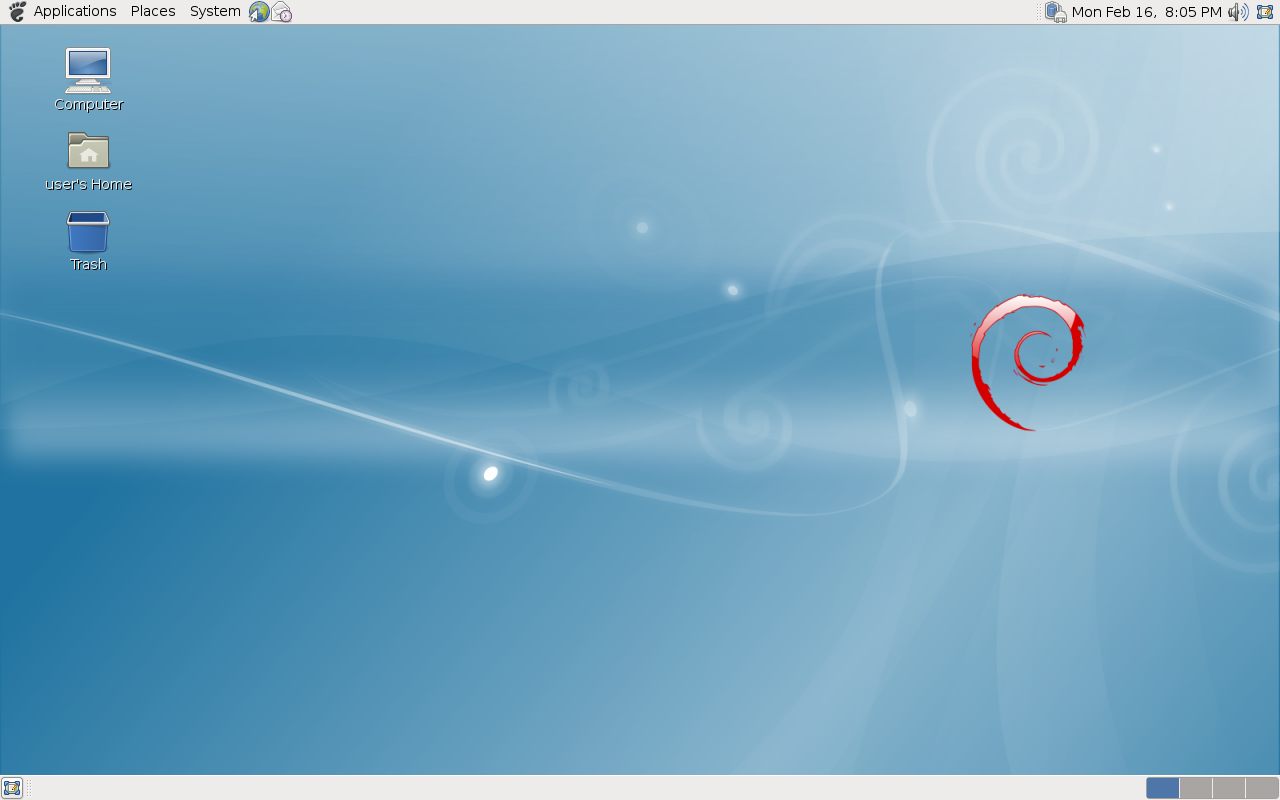
Debian 5.0 "Lenny"
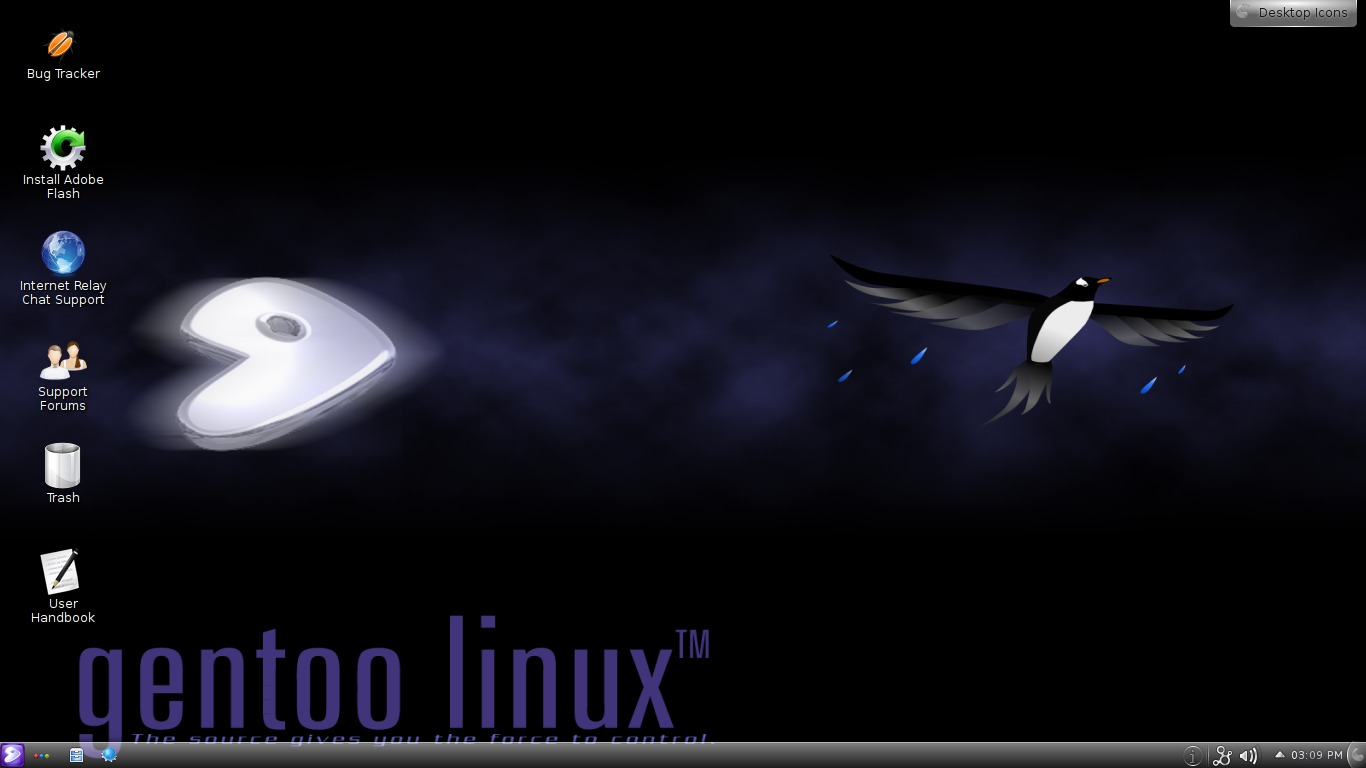
Gentoo Linux 12.0
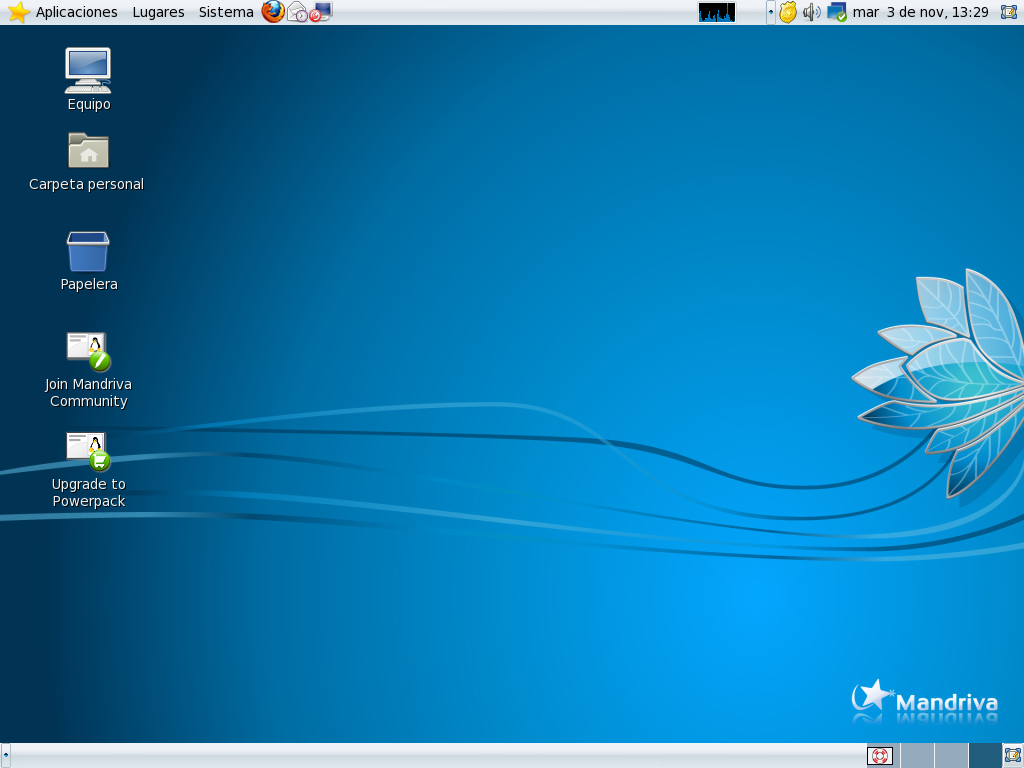
Mandriva Linux 2010 Gnome "Adelie"
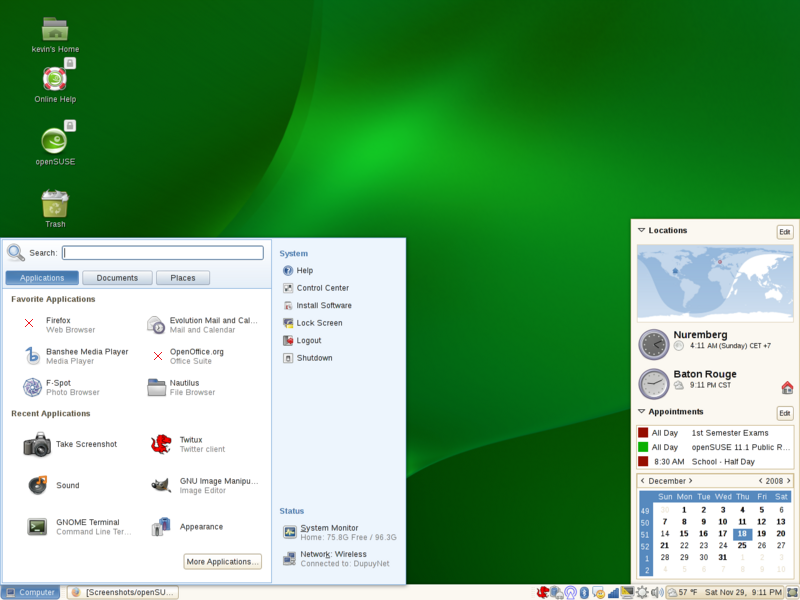
openSUSE 11.1
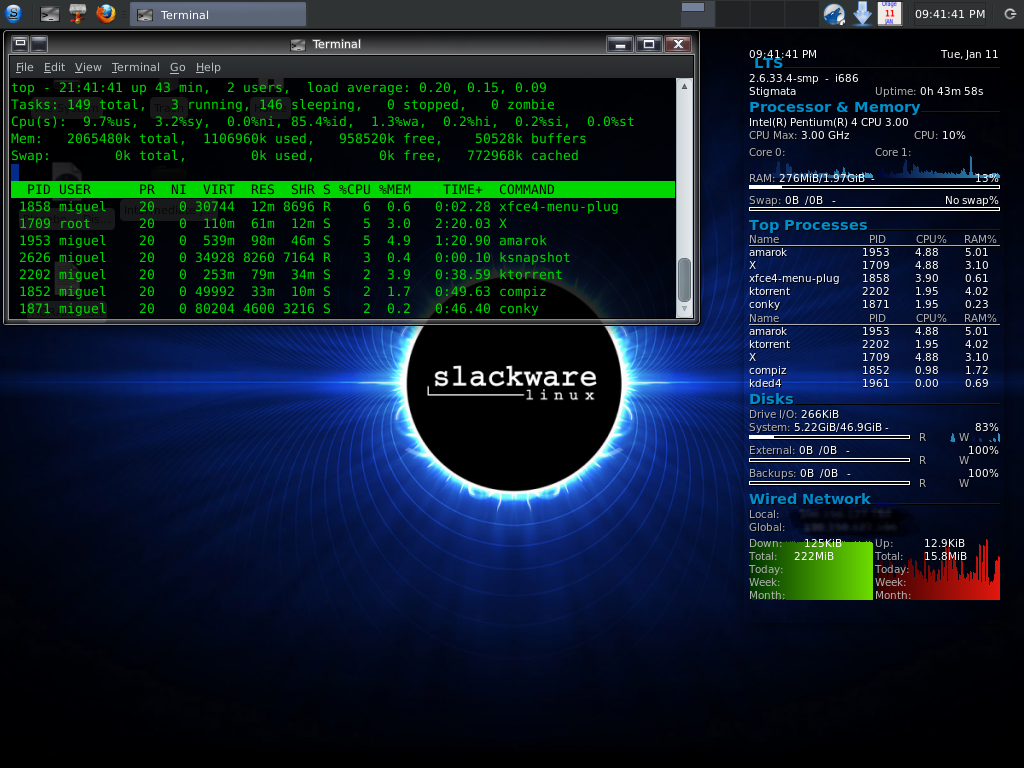
Slackware 13.1 personalizado
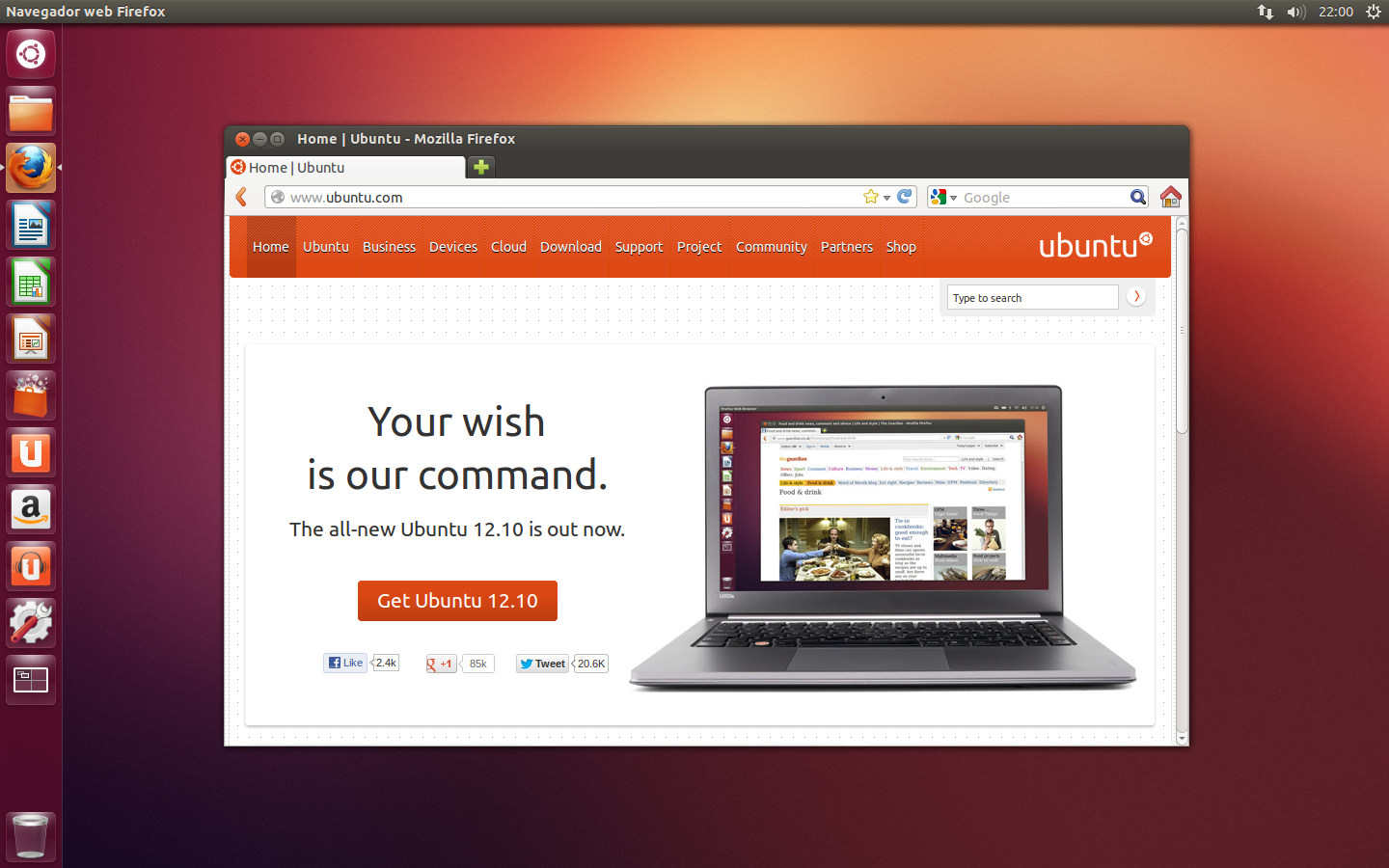
Ubuntu 12.10
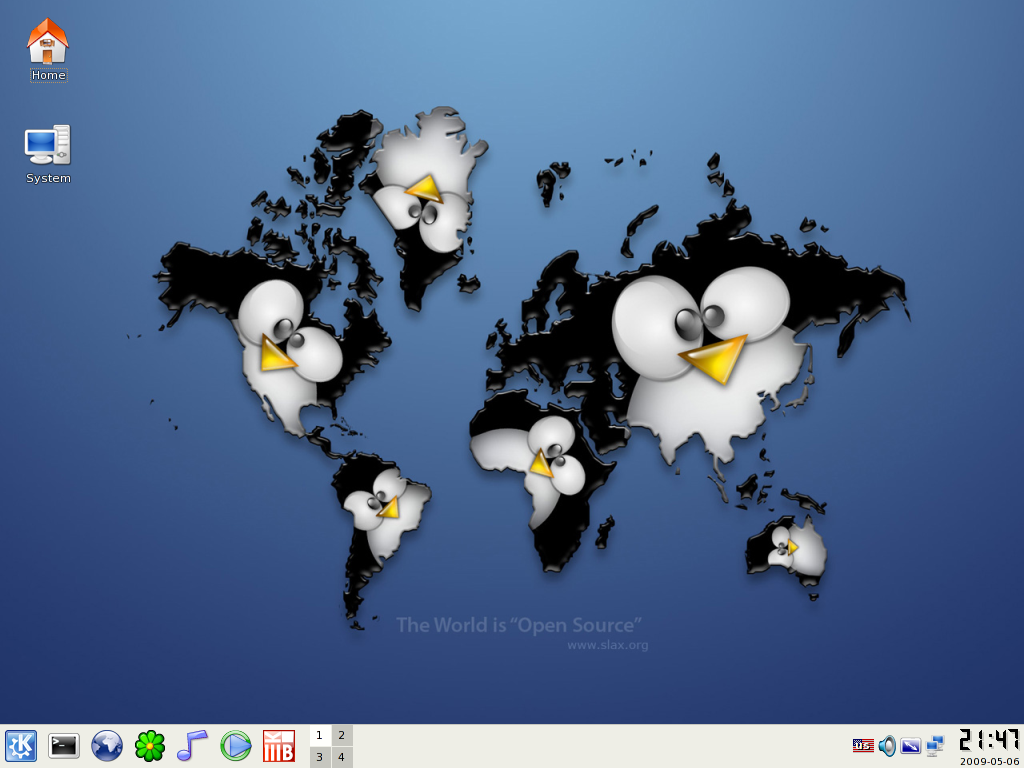
Slax 6.0.7